# Алвин
„Алвин“ (на английски: DSV-2 Alvin) е един от най-известните действащи пилотируеми подводни апарати. Апаратът е предвиден за трима души (двама учени и пилот) и позволява за 10 часа да се извърши потапяне на дълбочина до 6000 m. Размерите на използваното оборудване са ограничени от размерите на люка на апарата, който има диаметър 48,2 cm.

## История
На 20 юли 1965 г. сътрудникът на Океанографския институт в Уудс-Хол (WHOI) Уилям А. Рейне на борта на „Алвин“ прави потапяне в подводния каньон Ocean Tongue и след 1 час 37 минути достига дъното на дълбочина 1829 m.
На 17 март 1966 г. „Алвин“ е използван за търсенето на потъналата на дълбочина почти 800 m 1,45-мегатонната водородна бомба при катастрофата над Паломарес (Испания).
През 1973 г. корпусът на „Алвин“ е заменен с нов корпус от титан, позволяващ потапяне на дълбочина до 4500 m.
През 1977 г., по време на експедиция под ръководството на Роберт Балард при подкрепата на Националната агенция за океански и атмосферни изследвания на САЩ (NOAA), с „Алвин“ е открито и документирано съществуването на хидротермални комини около Галапагоските острови. Те съществуват на дълбочина над 2000 m, излъчват мощен поток от черна, мътна вода, прегрята до над 400 °C.
„Алвин“ участва в изследването на останките на „Титаник“ през 1986 г. Много от снимките на експедицията са публикувани в списанието на National Geographic Society, което е основният спонсор на експедицията.
През изминалите години „Алвин“ нееднократно е ремонтиран, като е сменяно оборудването и акумулаторната батерия. През 2001 г., по време на поредния ремонт, наред с другото оборудване, са добавени контролери на двигателя и компютърни системи. Днешният „Алвин“ си прилича на първоначалния съд само по наименованието и общия дизайн. Всички компоненти на апарата, включително рамата и помещението за персонала, са заменяни поне веднъж (вж Корабът на Тезей с който се върнал в Атина от Крит, където в подземен лабиринт с помощта на Ариадна убил чудовището-минотавър). „Алвин“ напълно се разглобява на всеки 3 – 5 години за пълен оглед. През 2006 г. е добавен нов робот-манипулатор.
През юни 2008 г. започва строителството на по-голяма и здрава сфера за персонала, която да може да се използва както за обновения „Алвин“ (използван от 2011 г.), така и за съвършено новия апарат, готов в началото на 2014 г. Новата сфера има 5 илюминатора (вместо предишните 3) и е предназначена за дълбочини над 6000 метра. Това, наред с общата модернизация на спомагателните системи, инструменти и материали, позволява на „Алвин“ достъп до 98% от цялата площ на океанското дъно.